# Tibouchina longipilosa
Tibouchina longipilosa là một loài thực vật có hoa trong họ Mua. Loài này được Cogn. miêu tả khoa học đầu tiên năm 1891.